# Иван Дичев
Иван Дичев е български поет, писател, преводач и интелектуалец.

## Биография
Иван Дичев е роден през 1921 г. в Пирдоп. Семейството му се преселва в София през 1928 година, а през 1933 баща му умира и Иван работи като хамалин, за да издържа себе си и майка си. Учи в Свободния университет (сега УНСС) от есента на 1943 г. до лятото на 1944 г., когато е мобилизиран. Служи като подпоручик в Моравско, Сърбия, и в България.
На 7 октомври 1944 г. е арестуван от Държавна сигурност. Обвиняем е в първия военен процес на четвърти състав на народния съд заедно с генералитета на българската армия. По време на процеса войниците му свидетелстват в негова полза. Получава доживотна присъда. Амнистиран е през 1950 г.
Първите му публикации са след 1989 г. Единствената негова книга е „Мъст и печал“, издадена през 1999 г.
Умира през 2002 г. в София.